# Огамическое письмо
Огамическое письмо — письменность древних кельтов и пиктов, употреблявшаяся на территории Ирландии и Великобритании наряду с латиницей и, возможно, являвшаяся тайнописью.

## Алфавит и термины
Известно, что словом «огам» обозначалась не только сама письменность, но и своеобразный тайный язык, одной из особенностей которого являлась замена букв в определённых слогах их названиями. Значение этого слова неясно. Согласно преданию, огамическое письмо было названо так по имени создателя, однако более вероятно, что название письменности было впоследствии распространено на своего мифического создателя.
Среднеирландское слово ogam происходит от протокельтского *ogmos «борозда, путь» (из пра-и.е. *h₂óǵmos).
Ранее высказывался ряд других гипотез, ныне устаревших. По предположению профессора Риса, слово «огам» означает «искусное употребление слов». По предположению Ричардсона, это слово происходит от др.-греч. ἄγμα (agma), так как создатели огамического письма хотели назвать его по какой-либо особенности, отличающей её от других письменностей. По его мнению, огамическое письмо было названо письменностью agma по той причине, что она усовершенствовала свой образец знаком для звука, обозначавшегося в греческом языке буквой ἄγμα (назализованное «г»). По мнению профессора Дэмиена Макмануса, название письменности связано с ирл. og-úaim, которое означает «острый рубец», отсылая к рубцу от режущего оружия, с помощью которого высекались надписи.

### Особенности
Огамическое письмо, как и руны, имеет ряд особенностей, отличающих его от прочих алфавитных письменностей. Среди них следует выделить алфавитный порядок. Алфавит состоит из двадцати знаков (др.‑ирл. feda) и делится на четыре группы, называемых aicmí (мн. ч. от др.‑ирл. aicme, что означает «семья»), по пять букв в каждом. Другой особенностью является то, что знаки представляют собой чёрточки, нанизанные на основную линию: от одной до пяти чёрточек в знаках каждого aicmí, за исключением forfeda.
Сам алфавитный порядок огамического письма называется «Beith-Luis-Nin», по названию первых двух букв первого aicmí — beith и luis. Первый aicmí состоит из пяти букв для звуков [b], [l], [n], [f], [s], поэтому Р. Макалистер предположил, что огамический алфавит изначально назывался «BLNFS». По одной из теорий, слово Nin, не являющееся названием буквы, но присутствующее в названии и обозначающее буквально «раздвоенная ветка», присутствует потому, что этим словом называлась буква в целом; по другой версии, Nin — обозначение последней буквы первого aicmí, а Luis — не название второй буквы, а сокращение от названий второй, третьей и пятой букв (LVS).
Каждое aicmí называется по названию первой буквы, входящей в него. В Aicme Beithe входят буквы b, l, f, s, n; в Aicme hÚatha входят буквы h, d, t, c, q; в Aicme Muine — m, g, ŋ, z, r; в Aicme Ailme — a, o, u, e, i. Также существовали пять добавочных букв — forfeda — которые обозначали дифтонги eo, oi, ui, io, ae.
Направление письма — слева направо или снизу вверх. Специальных словоразделительных знаков не было, и края предложения выделялись уголками: начало — знаком , конец — знаком . Ниже даны изображения знаков алфавита в зависимости от направления письма.
| Буква        | Сим.  | Название  | Перевод                    | Транскрипция |
| ------------ | ----- | --------- | -------------------------- | ------------ |
| Aicme Beithe |       |           |                            |              |
| или          | ᚁ     | Beith     | «берёза»                   | b            |
| или          | ᚂ     | Luis      | «пламя» или «трава»        | l            |
| или          | ᚃ     | Fern      | «ольха»                    | f            |
| или          | ᚄ     | Sail      | «ива»                      | s            |
| или          | ᚅ     | Nin       | «раздвоенная ветка»        | n            |
| Aicme hÚatha |       |           |                            |              |
| или          | ᚆ     | Úath      | «страх» (?)                | h            |
| или          | ᚇ     | Dair      | «дуб»                      | d            |
| или          | ᚈ     | Tinne     | «железный слиток»          | t            |
| или          | ᚉ     | Coll      | «орешник»                  | c            |
| или          | ᚊ     | Cert      | «куст» или «лохмотья»      | q            |
| Aicme Muine  |       |           |                            |              |
| или          | ᚋ     | Muin      | «шея»                      | m            |
| или          | ᚌ     | Gort      | «поле»                     | g            |
| или          | ᚍ     | (n)Gétal  | «ранение», «убийство» (?)  | ŋ            |
| или          | ᚎ     | Straif    | «сера»                     | s            |
| или          | ᚏ     | Ruis      | «красный»                  | r            |
| Aicme Ailme  |       |           |                            |              |
| или, или     | ᚐ     | Ailm      | «вяз»                      | a            |
| или, или     | ᚑ     | Onn       | «ясень»                    | o            |
| или, или     | ᚒ     | Úr        | «земля»                    | u            |
| или, или     | ᚓ     | Edad      | ?                          | e            |
| или, или     | ᚔ     | Idad      | «тис» (?)                  | i            |
| Forfeda      |       |           |                            |              |
| или          | ᚕ     | Ébad      | «осина»                    | ea           |
| или          | ᚖ     | Ór        | «золото»                   | oi           |
| или          | ᚗ     | Uilen     | «локоть»                   | ui           |
| или          | ᚘ     | Iphín     | «шип» (?)                  | io, p        |
| или          | ᚙ     | Emancholl | «раздвоенный орешник»      | ae           |
| или          | ᚚ     | Peith     |                            | p            |
| или          |       |           | пробел                     |              |
| или          | ᚛ и ᚜ |           | знаки «пера»: начало/конец | без звука    |

## Время создания и памятники

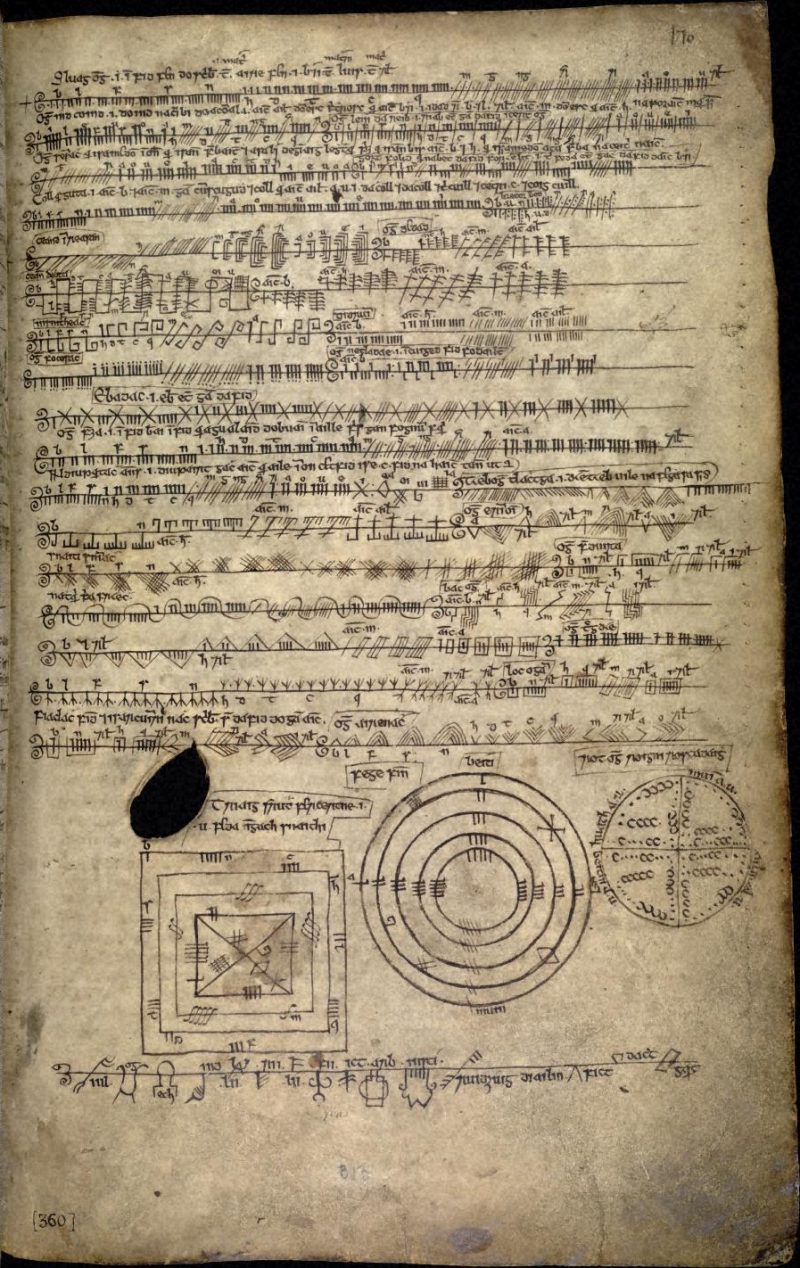
Пример записи огамическим письмом («Словарь учёного»)

Большинство сохранившихся памятников, имеющих надписи огамическим письмом, восходят к V—VI вв. н. э.; распространено оно было в Ирландии и Британии. Большинство учёных сходятся в том, что огам возник под влиянием какого-то другого алфавита: чаще всего в качестве источника называют латинский алфавит, широко распространённый в Римской Британии, и германский футарк (за него говорят, в частности, присутствие букв для звуков [h] и [z], присущих германским языкам, но отсутствующих в древнеирландском). Создание огама следует относить, вероятно, к IV веку н. э., поскольку лингвистические характеристики самых ранних надписей позволяют датировать их именно этим временем. Так, в огаме присутствует буква, которая, видимо, означала лабиовелярный звук [gw] (в надписях она не засвидетельствована, но явно присутствовала в огаме изначально). Звук этот совпал в древнеирландском языке с [g], но он реконструируется на основе соответствий типа др.‑ирл. guidid: валл. gweddi «молиться» (при том, что обычно валлийское gw- соответствует ирландскому f-).
В ирландской саге «Воспитание в доме Двух Чаш» чародей Мананнан настраивает сына против отца, предлагая заговорить последнего:
«И скажи ему, чтобы не возвращался он в дом, который покинет, покуда не станет снова одним огам и аху, земля и небо, солнце и луна».
Что такое «аху», достоверно неизвестно. Чешский грамматолог Ч. Лоукотка упоминает, что ирландцы называли огамом не только само письмо, но и ритуальный камень, который клали в головах покойника. Огамические письмена как раз нанесены именно на такие могильные камни. Сравните также формулу ирландских саг:
«Установил на могиле камень и высек на нём имя».
Согласно «Словарю учёного», «Книге захватов Ирландии» и ирландскому фольклору, огамическое письмо было изобретено скифским царём Фением Фарсайдом, внуком Магога и родоначальником ирландцев. После Вавилонского столпотворения он с 72 учёными изучил смешение языков и изобрёл еврейскую, греческую, латинскую и огамическую письменности.